# Малоохтинское старообрядческое кладбище
Малоохтинское старообрядческое кладбище — единственное сохранившееся кладбище на Малой Охте в Санкт-Петербурге. Расположено в глубине жилого квартала на левом берегу р. Охты. Кладбище площадью 3 га в 2,5 раза меньше уничтоженного в советское время Малоохтинского православного кладбища.

## История
В XVIII веке среди проживающих на Охте потомков поморских плотников было много старообрядцев поморского согласия, которых было запрещено хоронить на общеправославных кладбищах. Поэтому в этом районе возникли первые старообрядческие захоронения. В 1768 году Малоохтинскому кладбищу придаётся официальный статус.
В 1792 году на Малоохтинском кладбище на деньги купца М. Я. Ундзорова была построена каменная моленная, украшенная высоким куполом и колокольней. В начале XIX века при кладбище был открыт ряд благотворительных учреждений, таких как, например, богадельня и больница.
В 1850 году правительство закрыло кладбище и две моленные в связи с борьбой с некоторыми течениями в старообрядчестве, которые выступали резко против государства. В 1852 г. староверам было запрещено хоронить на Малоохтинском старообрядческом кладбище. Все благотворительные заведения были отобраны у верующих и переданы Императорскому человеколюбивому обществу.
В 1865 году, после многочисленных прошений, Малоохтинское кладбище было вновь передано поморцам, но строения им не вернули. В 1903—1904 годах по проекту Н. А. Виташевского была построена православная церковь во имя Усекновения главы Иоанна Предтечи. В 1889 г. на кладбище был похоронен «откупщицкий царь» Василий Кокорев.
С 1946 года Малоохтинское старообрядческое кладбище считается закрытым, захоронения на нём производятся только в исключительных случаях. В 1980-е гг. разрабатывались планы ликвидации старинного некрополя. На кладбище открыт участок урнового захоронения.
В 2018 году топонимическая комиссия Санкт-Петербурга рекомендовала комитету по развитию предпринимательства и потребительского рынка Санкт-Петербурга, который занимается ведением перечня кладбищ, изменить фигурирующее в перечне название Мало-Охтинское кладбище на Малоохтинское.